# Марія Пейчинович-Бурич
Марія Пейчинович-Бурич (хорв. Marija Pejčinović Burić; нар. 9 квітня 1963, Мостар, Боснія і Герцеговина) — хорватський політик, економіст, колишній депутат парламенту, член консервативної партії ХДС. Віце-прем'єр у правоцентристському уряді Андрея Пленковича, де з 19 червня 2017 до 19 липня 2019 була і міністром закордонних та європейських справ. Генеральний секретар Ради Європи з 18 вересня 2019 до 18 вересня 2024 р.

## Життєпис
У 1980—1985 роках навчалася на економічному факультеті Загребського університету. 1994 року здобула ступінь магістра в Коледжі Європи.
Спочатку працювала у вітчизняних зовнішньоторговельних підприємствах, пізніше обіймала керівні посади в хорватських організаціях, що займаються питаннями європейської інтеграції. У 1997—2000 роках була директором у фармацевтичній компанії «Pliva». 2000 року стала помічником міністра у справах європейської інтеграції. У 2004—2005 рр. була державним секретарем у відомстві з європейської інтеграції, а потім до 2008 р. — у Міністерстві закордонних справ та європейської інтеграції. Одночасно входила до складу груп, що вели переговори про умови вступу Хорватії в Євросоюз.
Вступивши в Хорватський демократичний союз, за списком цієї партії з 2008 по 2011 рік була депутатом хорватського парламенту. У 2012—2013 роках читала лекції на тему Лісабонської угоди на семінарах Державної школи державного управління Хорватії. Декілька років займалася консалтинговою та викладацькою діяльністю. Зокрема, була приватним консультантом з питань проектів ЄС, Програми розвитку ООН та обопільного фінансування таких проектів у країнах-кандидатах і потенційних кандидатах на вступ у ЄС, а також у державах-сусідках Європейського Союзу. Також надавала консультації з питань європейської інтеграції урядові Сербії. У 2016 році повернулася на державну службу, зайнявши посаду держсекретаря у Міністерстві закордонних і європейських справ.
Коли Давор Іво Штір подав у відставку, Андрей Пленкович призначив її міністром закордонних і європейських справ. 19 червня 2017 Марія Пейчинович-Бурич вступила на посаду заступника прем'єр-міністра та міністра закордонних і європейських справ в уряді Андрея Пленковича.
Активно володіє англійською, французькою та іспанською мовами і пасивно — німецькою.
23 серпня 2021 представляла Раду Європи на Кримській платформі.